# Aeroportul La Roche-sur-Yon - Les Ajoncs
Aeroportul La Roche-sur-Yon - Les Ajoncs (IATA: EDM, ICAO: LFRI) este un aeroport din La Roche-sur-Yon, Vendée, Pays de la Loire, Franța metropolitană, Franța ce deservește zona La Roche-sur-Yon. Aeroportul a fost tranzitat în 2016 de 1.697 de pasageri. A fost numit după zona deservită.
Situat la o altitudine de 91 m, aeroportul dispune de o singură pistă.